# Воробьёв, Геннадий Петрович
Генна́дий Петро́вич Воробьёв (укр. Генадій Петрович Воробйов; 25 июня 1961, Ахалкалаки, Грузинская ССР, СССР — 11 февраля 2017, Киев, Украина) — украинский военачальник. Командующий Сухопутными войсками Вооружённых сил Украины (2009—2014), первый заместитель начальника генерального штаба Вооружённых сил Украины (2006—2009; 2014—2016), начальник Национального университета обороны Украины имени Ивана Черняховского (2016—2017). Генерал-полковник (2007), кандидат исторических наук.

## Биография
В 1982 году окончил Киевское высшее общевойсковое командное училище имени М. В. Фрунзе.
Офицерскую службу начал командиром мотострелкового взвода в Забайкальском военном округе.
С 1986 по 1990 год проходил службу в Группе советских войск в Германии, с 1986 года — командир мотострелковой роты, с 1987 года — начальник штаба мотострелкового батальона 120-го гвардейского мотострелкового полка 39-й гвардейской мотострелковой дивизии.
С 1990 по 1993 год проходил обучение в Военной академии имени М. В. Фрунзе.
С 1993 по 2002 год проходил службу на должностях начальника штаба — заместителя мотострелкового полка, командира 17-го полка 6-й дивизии НГУ, командира 24-й механизированной бригады, командира механизированной дивизии Прикарпатского военного округа и Западного оперативного командования Сухопутных войск ВС Украины.
В 2002—2003 года — начальник штаба — первый заместитель командующего 13-м армейским корпусом Западного оперативного командования Сухопутных войск ВС Украины.
В 2004 году окончил факультет подготовки специалистов оперативно-стратегического уровня Национальной академии обороны Украины.
С 2004 по 2006 год — командир 13-го армейского корпуса Западного оперативного командования Сухопутных войск ВС Украины.
С 2006 по 2009 год — первый заместитель начальника Генерального штаба Вооружённых сил Украины.
С 2009 по 2014 год — командующий Сухопутными войсками Вооружённых сил Украины. Как затем стало заявлено, причиной увольнения генерала послужил отказ применить силу для разгона участников Евромайдана.
С 2014 года — и. о. командующего войсками АТО на время следственных действий относительно генерала Муженко из-за обстоятельств вокруг «Иловайского котла».
Уволен в 2014 году согласно закону о люстрации. В январе 2015 года восстановлен в должности указом президента Украины (согласно поправкам, внесённым Верховной радой 27 января, позволяющим восстанавливать в должности военных, попавших под люстрацию из-за работы во время правления Виктора Януковича).
С мая 2016 года — исполняющий обязанности начальника, с августа 2016 года — начальник Национального университета обороны Украины имени Ивана Черняховского.
Согласно официальной версии, скоропостижно скончался на рабочем месте от сердечной недостаточности. Похоронен с воинскими почестями на Байковом кладбище Киева.

## Память
Именем Геннадия Воробьёва в 2018 году названа улица в Киеве (бывшая Курская), улица в Белой Церкви (бывшая Офицерская).
С 2017 года Белоцерковская гимназия-начальная школа № 7 носит имя генерал-полковника Геннадия Воробьева.